# احمد ماطر
احمد ماطر (عربی: أحمد ماطر؛ زادهٔ ۲۵ ژوئیهٔ ۱۹۷۹) پزشک اهل عربستان سعودی است.
 حوزه فعالیت‌های او عکاسی، خطاطی و نقاشی است. آثار او تاریخ، روایات و فرهنگ اسلامی را مورد بررسی قرار می‌دهد و به مصرف گرایی و تحولات صورت گرفته در منطقه و تأثیرات آن بر ژئوپلیتیک می‌پردازد.